# Avatiu FC
Avatiu Football Club – klub piłkarski z Wysp Cooka. Obecnie gra w I lidze Wysp Cooka, a także w Pucharze Wysp Cooka. Do tej pory ta drużyna była 6 razy mistrzem kraju i 9 razy zdobywcą pucharu.

## Sukcesy
I liga – mistrzostwo ligi - 6 razy (1980, 1991, 1994, 1996, 1997, 1999)

Puchar Wysp Cooka – zwycięstwo w pucharze – 9 razy (1981, 1982, 1992, 1993, 1994, 1995, 1996, 1997, 2000)